# 新隆德里纳
新隆德里纳是巴西巴拉那州的一个市镇。总面积269.389平方公里，总人口12933人，人口密度48人/平方公里。